# Iassomorphus ondecus
Iassomorphus ondecus är en insektsart som beskrevs av Webb 1980. Iassomorphus ondecus ingår i släktet Iassomorphus och familjen dvärgstritar. Inga underarter finns listade i Catalogue of Life.